# August Momber

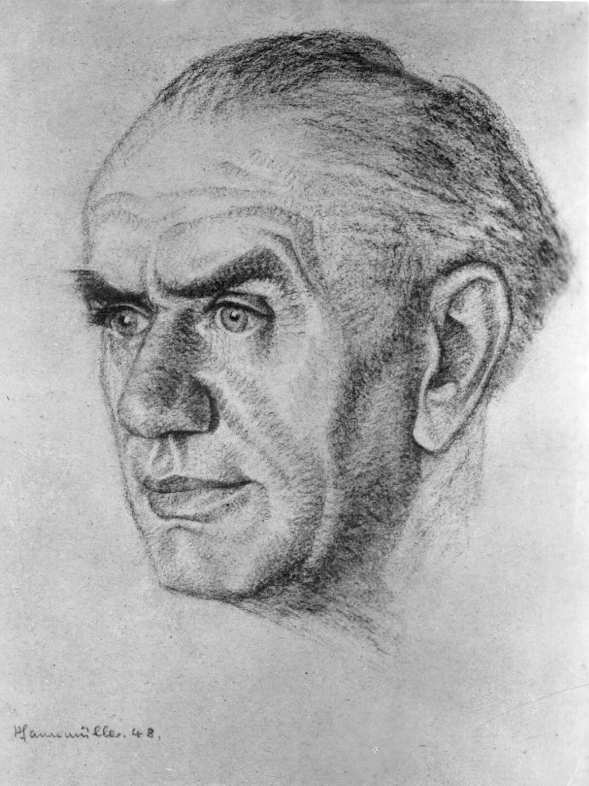
August Momber in einer Bleistiftzeichnung von Hans Pfannmüller, 1948

August Momber (* 16. Mai 1886 in Danzig; † 17. Mai 1969 in Karlsruhe) war ein deutscher Schauspieler und Regisseur. Er war Schüler von Max Reinhardt am Deutschen Theater Berlin. Momber war als Dozent unter anderem an der Theaterhochschule in Leipzig tätig.

## Leben und Wirken
Die fast ein halbes Jahrhundert währende Bühnenlaufbahn des aus Danzig stammenden Schauspielers August Momber begann zu Anfang des 20. Jahrhunderts in der Schauspielschule Max Reinhardts am Deutschen Theater in Berlin. Als Schüler des ersten Jahrgangs, der sogenannten umstrittenen „Nullserie“ spielte er bei den Kammerspielen am 20. November 1906 in der Uraufführung von Frühlings Erwachen den Otto. Zu den Absolventen der ersten Jahre zählten auch Carl Ebert, Otto Wallburg, Curd Blümel, Margit Gottlieb, Alfred Gorowicz und Hans Wolf von Wolzogen.
In der Zeit ab 1922 bis 1933 am Hessischen Staatstheater Wiesbaden engagiert, lernte er seine spätere Frau, die Schauspielerin Hertha Genzmer kennen. Ab 1936 engagiert am Bayerischen Staatstheater München sowie am Badischen Staatstheater Karlsruhe, wo Felix Baumbach mit August Momber in wesentlichen Rollen zwei Uraufführungen bedeutender Bühnenwerke von Wilhelm von Scholz: Die Frankfurter Weihnacht (30. Januar 1938) und Das Deutsche Große Welttheater (22. Mai 1941) inszenierte. In seinem 1963 erschienenen Erinnerungsband Mein Theater (Max Niemeyer Verlag, Tübingen 1964) schrieb der Dichter: „Gewaltig August Momber mit der ihm zu Gebote stehenden Macht und Größe.“
Bis zu Hitlers allgemeiner Theaterschließung 1944 war er Oberspielleiter am Deutschen Theater in Metz und Lille. Nach Kriegsende folgte ein Engagement am Nationaltheater in Weimar. 1950 wurde er dann als Dozent an die Leipziger Schauspielschule berufen. August Momber beschloss 1956 als Attinghausen in Schillers Schauspiel Wilhelm Tell am Harzer Bergtheater zu Thale seine Bühnenlaufbahn und trat in das Weimarer Schauspieler-Pensionat, die Marie-Seebach-Stiftung, ein. August Momber verstarb einen Tag nach seinem 83. Geburtstag am 17. Mai 1969 in Karlsruhe. Seine Urne wurde nach Weimar überführt, und dort auf dem Historischen Friedhof in unmittelbarer Nähe der Fürstengruft (u. a. Grablege von Goethe und Schiller) bestattet.
In rund 400 Rollen gab August Momber seinem Schaffen Ausdruck. Macbeth in Macbeth, Prospero in Der Sturm, Tobias von Rülp, Petruchio in Der Widerspenstigen Zähmung, Faust, Götz von Berlichingen in Götz von Berlichingen, Orest, Stauffacher, Wilhelm Tell in Wilhelm Tell, Wallenstein in Wallenstein, Tellheim in Minna von Barnhelm, Odoardo Galotta, Herodes, Florian Geyer, König Nicolo, Pastor Morell, Der Große Kurfürst in Prinz Friedrich von Homburg, Thoas, Friedrich Wilhelm I. in Vater und Sohn, Der Richter von Zalamea, Der Präsident in Kabale und Liebe, Hagen in Die Nibelungen, dieselbe Figur in Mensch mit uns (vor Burte), Julius Cäsar, Verrina in Die Verschwörung des Fiesco zu Genua. Dazu etliche Rollen in heiteren Werken und Regie in mehreren Stücken.
So waren die Jahre des beschaulichen Alters reich an Erinnerungen: Mit Adele Sandrock (sie Medea – er Jason), Gertrud Eysoldt, Agnes Sorma (sie Minna – er Tellheim), Paul Wegener, Tilla Durieux, Friedrich Kayssler, Josef Meinrad, Edith Heerdegen war er oft auf bedeutenden Bühnen gestanden. Gespielt hat er in Inszenierungen von Max Reinhardt (der ihn, seinen Schüler, „Momberino“ nannte), Hagemann, Müthel, Felsenstein, Bortfeld, Falckenberg und Gliese.

## Engagements
- 1907–1908 Max Reinhardt, Deutsches Theater in Berlin (2. Soldat in der Salome, Otto, Georg, Robert in Frühlings Erwachen, Mortimer in Maria Stuart)
- 1909 Bamberg (Othello und Faust als 23-Jähriger)
- 1910 Volksbühne Berlin (in Deutschland erster Darsteller des „Lebenden Leichnams“)
- ab 1910 Rückkehr ans Deutsches Theater Berlin
- 1920 Darsteller im Spielfilm Die Schmiede des Grauens, Cabinett-Film, Regie: Toni Attenberger sowie Darsteller im Spielfilm Vertauschtes Leben. Cabinetfilm Toni Attenberger, Regie: Toni Attenberger
- 1920–1933 Südamerika, Volksbühne Wien, Münchener Kammerspiele, Hessisches Staatstheater Wiesbaden (u. a. Leicester in Maria Stuart)
- 1936–1941 Bayerisches Staatstheater München, Badisches Staatstheater Karlsruhe („Meister“ in Das Deutsche Große Welttheater von Wilhelm von Scholz, Wallenstein, Der Große Kurfürst in Prinz Friedrich von Homburg, Götz von Berlichingen, Thoas, Friedrich Wilhelm I. in Vater und Sohn, Der Richter von Zalamea, Der Präsident in Kabale und Liebe, Hagen in Die Nibelungen, dieselbe Figur in Mensch mit uns (vor Burte), Julius Cäsar, Verrina in Die Verschwörung des Fiesco zu Genua, Burleigh in Maria Stuart).
- 1942–1944 Deutsches Theater in Metz und Lille (Oberspielleiter) u. a. Inszenierung der Iphigenie von Goethe Wallenstein und Präsident von Walther (Kabale und Liebe) unter Walter Felsenstein.
- 1945 Schauspieler am Deutschen Nationaltheater Weimar (Nathan in der ersten Nachkriegsaufführung in der Weimarhalle)
- 1949 Filmrolle in Der Auftrag Höglers. Regie und Drehbuch: Gustav von Wangenheim
- 1950 Berufung als Dozent an die Leipziger Schauspielschule
- 1956 Harzer Bergtheater zu Thale (Attinghausen in Schillers Schauspiel Wilhelm Tell)

## Memoiren „Theaterklatsch“
August Momber über seinen Lehrer Max Reinhardt deutsches Theater Berlin:
Auszug aus seinen persönlichen Memoiren, genannt „Theaterklatsch“ (1 und 9 Seite von 224 Seiten) mit freundlicher Genehmigung seines Sohnes Ernst August Momber.

„Max Reinhardt strahlte eine olympische Ruhe aus. Ich kann mich nicht entsinnen, ihn einmal nervös-aufgeregt gesehen zu haben. Diese heitere Gelassenheit wirkte oft Wunder bei uns Schauspielern. In jedem anderen Beruf ist die Beherrschung alles. Unser Beruf verlangt oft letzte Aufpeitschung der Nerven und Leidenschaften. Da ist es zu verstehen, dass Schauspieler leicht ‚aus dem Häuschen‘ geraten – Auf der Stellprobe wurde jedem, auch dem Darsteller der kleinsten Rolle schon der Ablauf des Geschehens leuchtend klar gemacht. Aber wenn man dann zu Hause nachdachte, kamen eigene Einfälle. Die durfte man Reinhardt unterbreiten: hatte ‚ein blindes Huhn auch einmal ein Korn gefunden‘, nahm er den Vorschlag gerne an. Hatte man sich, wie meistens, geirrt, wurde auch der kleinste Anfänger auf eine bescheidene, gütige Art eines Besseren belehrt. Wir hatten zu den ‚Räubern‘ die Kleinigkeit von 83 Proben! – Reinhardt hatte einen wundervollen Humor. Und wir durften uns im geeigneten Augenblick manche Frechheit erlauben. Den größten Einfluss auf mein privates und Theaterdasein hat Paul Wegener gehabt. Ich hatte es als blutjunger Anfänger nicht immer leicht seinem stets bereiten Spott stand zuhalten. Seine lebhafte Ironie hat mir oft fast Tränen in die Augen getrieben. Aber man lernte was bei ihm! Als ich ihm einmal die Hamlet-Monologe vorgesprochen hatte, sah er mich lange an und sagte dann lediglich: ‚Es ist höchste Zeit, dass wir zum Essen gehen.‘ Das war seine ganze Kritik. Auf der Straße forderte er mich auf, in vier Tagen sämtliche Monologe des Faust zu lernen und zu können, dann glaube er mir, dass es mir ernst sei, am Theater was zu werden. Ich konnte in vier Tagen die ganze Reihe des Faust auswendig.
Im ersten Jahr meines Engagements am Deutschen Theater Berlin durfte ich, weil Winterstein verhindert war, in einer Nachmittagsvorstellung für ihn die Rolle des Jason übernehmen. Ich war überglücklich, am meisten freute ich mich auf die Erzählung Jasons von seinen Irrfahrten zum Schlusse des ersten Aktes. Nach der Erzählung sagt Kreon zu Jason die Worte: „Und nun komm mit in meine Königsburg!“ Der Darsteller des Kreon nahm mich vor dem Aufgehen des Vorhangs beiseite und sagte mir, dass er nach Schluss des Stückes gleich zu einem Gastspiel verreisen müsse; ich solle deshalb ein bisschen schneller spielen. Ich war nicht sehr erfreut über diese Ermahnung und hielt mich gewissenhaft an das mir vom Spielleiter beigebrachte Tempo. Kreon wurde merkbar nervös, und als ich nun meine geliebte längere Rede vom Stapel lassen wollte, nahm er mich fest am Arm und sagte zu mir: „Erzähl' mir das in der Königsburg!“ Und schon war er mit mir in den Kulissen verschwunden.“

„Es ist das traurige Los des Ersten Helden, zum Stückschluss irgendwo auf der Bühne herumzuliegen und sich tot zu stellen, und man kann nur froh sein, wenn die lieben Kollegen keinen Schabernack mit der frischen Leiche spielen. Wenn mich hypergefühlvolle Liebhaber der dramatischen Kunst fragen, wie ich mich zum Schluss meiner Darstellung fühle, so pflege ich ihnen zu erklären: Zum Schluss liege ich in Dreck und Staub von oben bis unten voll gespuckt und habe nur drei Ängste: dass mich keiner tritt, dass ich nicht husten muss und dass mein Zwerchfell nicht nach der Todesstretta auf und ab wogt. Das sieht bei einer Leiche nicht gut aus.

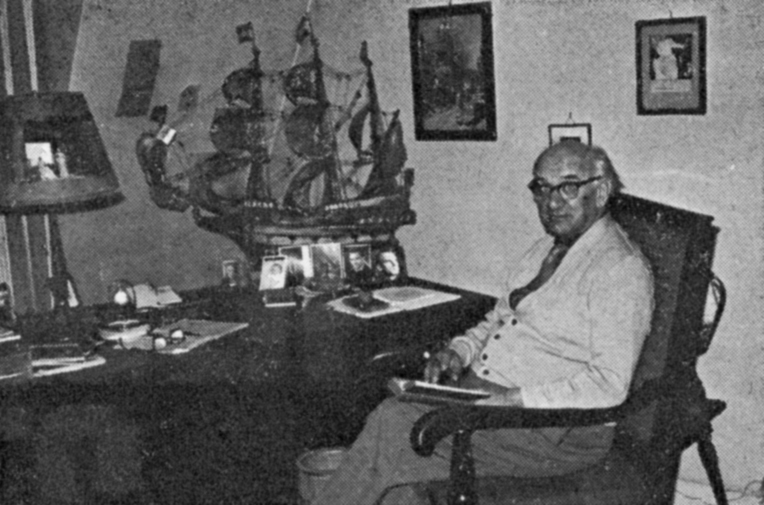
August Momber in seinem Karlsruher Heim um 1960

In manchen Klassikern habe ich im Laufe der Jahrzehnte mehrere Rollen dargestellt: In „Maria Stuart“ hab ich mit dem Mortimer auf der Schauspielschule angefangen, in Wiesbaden spielte ich den Leicester und in Karlsruhe den Burleigh. In München war ich als Malevil der Beichtvater der herrlichen Maria von Käthe Dorsch, und dann war ich in Weimar beim Shrewsburry gelandet. Ach, richtig! Bei den Rheinischen Goethe-Festspielen habe ich auch noch den Bellievre verbrochen.“

## Nachrufe
Auszug aus der Reihe „Das kleine Geschenk“ Nr. 27 (Karlsruher Fächer) Herausgeber Franz Josef Wehinger, Karlsruhe 1969
Staatsschauspieler Paul Hierl (Bayerisch Gmain) über August Momber:

„August Mombers Ableben bedaure ich sehr. Ich habe ihn als Schauspieler sehr geschätzt. Den ersten guten Eindruck von ihm bekam ich schon in den Münchner Kammerspielen unter Otto Falckenberg als ‚Don Gil mit den grünen Hosen‘. Das sind also ungefähr 50 Jahre her. Und das ist schon ein sehr positives Zeichen, wenn eine schauspielerische Leistung so lange in guter Erinnerung bleibt.“

Generalintendant Hans Georg Rudolph (Karlsruhe) über August Momber:

„Unsere Zusammenarbeit 1943/44 war nur kurz, aber zweifellos von besonderer Intensität, da wir es beide an Temperament nicht fehlen ließen. August Momber war Oberspielleiter und Schauspieler und ich Schauspieler und Regisseur. Er spielte damals den Großen Kurfürsten und ich neben ihm den Grafen Hohenzollern im ‚Prinzen von Homburg‘. Außerdem spielte ich in seiner Inszenierung, woran ich mich noch besonders erinnere, den Orest in ‚Iphigenie‘ von Goethe, und dann standen wir noch gemeinsam in der Felsenstein-Inszenierung von Schillers „Wallenstein“, in der Momber die Titelrolle und ich den Illo spielten, auf der Bühne. Leider ging dann sehr schnell alles zu Ende, da die Theater 1944 geschlossen wurden und auch das Deutsche Theater in Metz davon nicht ausgenommen blieb, womit wir zunächst alle gerechnet hatten. Nach dem Krieg habe ich Momber als Mitglied des Deutschen Nationaltheaters wieder getroffen.“

## Filmografie
- 1920: Vertauschtes Leben
- 1920: Die Schmiede des Grauens
- 1950: Der Auftrag Höglers

## Theater
- 1950: Gotthold Ephraim Lessing: Nathan der Weise (Nathan) – Regie: Hans-Robert Bortfeldt (Deutsches Nationaltheater und Staatskapelle Weimar – Haus Jena)